# Fred Raskin
Fred Raskin (Philadelphia, 26 september 1973) is een Amerikaans filmeditor.

## Carrière
Fred Raskin studeerde aan Tisch School of the Arts, de filmschool van New York University. Na zijn studies werkte hij als leerling-editor mee aan de komedie Tromeo and Juliet (1995). Tijdens de productie leerde hij James Gunn, die de film geschreven had, kennen.
Raskin werkte jaren als assistent-editor mee aan bekende films als Boogie Nights (1997), Insomnia (2002), Punch-Drunk Love (2002) en Kill Bill (2003). Na het overlijden van Sally Menke in 2010 werd hij de vaste editor van regisseur Quentin Tarantino.
In 1998 maakte hij met de actiefilm One Foot in the Grave zijn officieel debuut als editor. In de daaropvolgende jaren werkte hij regelmatig samen met regisseurs Justin Lin, Quentin Tarantino en James Gunn en monteerde hij succesvolle films als Fast Five (2011), Django Unchained (2012) en Guardians of the Galaxy (2014).

## Filmografie
- One Foot in the Grave (1998)
- Annapolis (2006)
- The Fast and the Furious: Tokyo Drift (2006)
- The Lazarus Project (2008)
- Fast & Furious (2009)
- The Big Bang (2010)
- Fast Five (2011)
- Django Unchained (2012)
- Guardians of the Galaxy (2014)
- Bone Tomahawk (2015)
- The Hateful Eight (2015)
- Guardians of the Galaxy Vol. 2 (2017)
- The House with a Clock in Its Walls (2018)
- Once Upon a Time in Hollywood (2019)
- Guardians of the Galaxy Vol. 3 (2023)
- A Working Man (2025)